# Anilingus

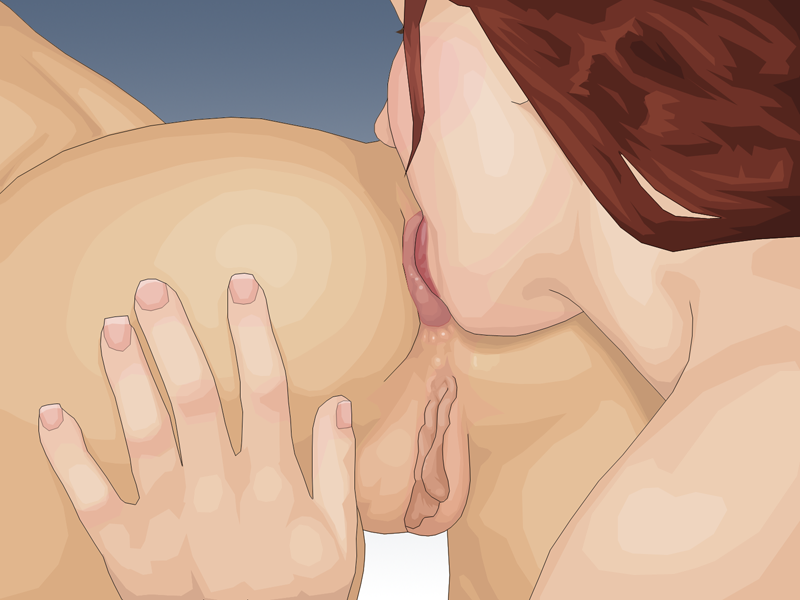
Provádění anilingu u lesbického páru

Anilingus (složenina z lat. slov: anus, tj. řiť a lingua, tj. jazyk), též anilinctus (z lat.) či rimming nebo rim job (z angl.), je sexuální praktika spočívající v uspokojování, stimulaci anální oblasti jazykem.

## Popis praktiky
Jedná se o formu tzv. sexuální předehry používanou heterosexuálními i homosexuálními páry. Tato praktika zahrnuje rozličné druhy technik, včetně líbání, lízání a zasunování jazyka do konečníku partnera. Tato praktika může být kombinována i se zasunováním prstů do konečníku (tzv. análním prstěním). Rozkoš vzniká díky velkému množství nervových zakončení v oblasti análního svěrače. Nezbytným předpokladem pro tuto praktiku je zvýšená hygiena v patřičné oblasti.

## Zdravotní rizika
Tato praktika je velmi riziková z hlediska možnosti přenosu virových (např. hepatitida), bakteriálních a parazitických infekcí.

## Psychopatologie
Některé páry jej praktikují též jako formu čištění zadnice. Pokud v tom nacházejí uspokojení i za těchto okolností (tj. čištění), jde pravděpodobně o jev, který psychopatologie označuje jako tzv. parafilii (sexuální úchylku), či koprofilii (syn. koprolagnie – uspokojení ze zacházení s výkaly), příp. koprofágii (uspokojení z pojídání výkalů). Lidově se tomuto aktu říká "čištění andulky".